# Gnophos clavellata
Gnophos clavellata är en fjärilsart som beskrevs av Fabricius 1794. Gnophos clavellata ingår i släktet Gnophos och familjen mätare. Inga underarter finns listade i Catalogue of Life.